# Die Bärenjagd

Lew Tolstoi 1873 porträtiert von Iwan Kramskoi

Die Bärendjagd (russisch Охота пуще неволи, Ochota puschtsche newoli = sprichw. Des Menschen Wille ist sein Himmelreich) ist eine Kurzgeschichte von Lew Tolstoi, die 1875 im 4. Russischen Lesebuch des Sammelbandes Rasskasy is «Nowoi asbuki» in Sankt Petersburg erschien.

## Entstehungsgeschichte
In seinen Jugendjahren sei Tolstoi ein passionierter Jäger auf Vögel, Hasen, Wölfe und Bären gewesen. Im Dezember 1858 sei er mit dem Jäger N. N. Ostawschkow im Wald bei Wyschni Wolotschok auf der Bärenjagd von einem angeschossenen Bären angefallen und ins Gesicht gebissen worden. Die Begebenheit habe Tolstoi 1875 niedergeschrieben.

## Inhalt
Der Ich-Erzähler, ein Gutsherr – also ein Adliger, der über leibeigene Bauern gebietet – jagt mit einem Freunde bei russischer Winterskälte im tiefen Schnee einen Bären. Nachdem das Tier aufgescheucht wurde, beraten sich die beiden Weidmänner mit zwei Bärenjägern über den nächsten Schritt. Soll der Bär eingekreist werden? Der alte Bärenjäger und der Freund des Erzählers verneinen. Das Tier brauche zunächst ein paar Tage Ruhe. Der junge Bärenjäger Demjan widerspricht. Und so verfolgen der Erzähler und Demjan den Bären auf Schiern durch den lockeren Tiefschnee. Das flüchtende Tier ist schlau. Es nimmt die Landstraße. Die Spur ist weg. Den Spuren im Schnee nach urteilt der Erzähler, es kann nicht anders sein: Ein zweiter Bär habe die Straße vom Walde aus betreten. Demjan ist auf seinem Fachgebiet erfahrener als der Erzähler. Demjan verfolgt die Spur in Richtung Wald. Der junge Bärenjäger muss nicht weit gehen, bis er erkennt: Der Bär ist nur ein Stückchen im Rückwärtsgang seitab und dann im Vorwärtsgang zurück auf die Landstraße. Bis zur Abenddämmerung umkreisen die beiden Jäger den Bären und übernachten im zwölf Werst entfernten Dorf. Am nächsten eiskalten nebligen Morgen – Reif fällt – befiehlt der Erzähler Bauern und Bäuerinnen mit Knüppeln auf den beschriebenen Kreis. Diese insgesamt dreißig Treiber scheuchen den ruhenden Bären auf. Demjan treibt ihn vor. Der Erzähler macht seine beiden Gewehre schussbereit und prüft die rasche Erreichbarkeit seines Dolches. Der Bär bricht mit Angst in den Augen aus dem Tannendickicht und rennt vernehmlich schnaubend direkt auf den Erzähler zu. Letzterer schießt und trifft lediglich den Unterkiefer des Tieres. Der Erzähler meint, sein letztes Stündlein habe geschlagen, als er seine Nase und dann den halben Kopf im Maul des Bären spürt. Demjan, nur mit einem Stock bewaffnet, schreit den Bären an: „… du Verrückter! Was tust du! Lass es!“ Das Tier lässt den Erzähler liegen und läuft blutend vor den vielen brüllenden Menschen davon.
Der Erzähler lässt sich in die Stadt fahren und vom Arzt die Wunden nähen. Er beschließt seine Geschichte: „Demjan machte ihm [dem Bären] den Garaus … Dieser Bär war sehr groß und hatte ein schönes, schwarzes Fell. Ich ließ es ausstopfen, und der Balg liegt bei mir in der Stube. Die Wunden an meiner Stirn sind verheilt und haben nur ganz schwache Spuren hinterlassen.“